# Вармия
Вармия (на полски: Warmia; на немски: Ermland; пруски: Wormjan) е историческа област в Полша. Намира се във Варминско-мазурското войводство, Източна Прусия. Заема площ от 4249 км2. Столица е град Олщин.

## География
На запад областта граничи с Погезания, на юг с Мазурия (Галиндия), на североизток с Бартия, на север с Натангия, а на северозапад има излаз на Висланския залив.

## История
Името на областта произлиза от названието на пруското племе варми.